# Sosha Makani
Sosha Makani (Bandar Anzali, 18 november 1986) is een Iraanse voetballer, die op dit moment in eigen land speelt voor de club Naft Tehran.

## Interlandcarrière
In 2012 werd Makani door bondscoach Carlos Queiroz voor het eerst uitgenodigd voor het nationaal elftal van Iran. Hij maakte zijn debuut op 14 november 2012 in een vriendschappelijke interland tegen Tadzjikistan. Na rust was hij de vervanger van Rahman Ahmadi. Makani maakte deel uit van de Iraanse selectie tijdens het West Asian Football Federation Championship 2012, waar hij in één wedstrijd speelde.
| Interlands van Sosha Makani   | Interlands van Sosha Makani   | Interlands van Sosha Makani   | Interlands van Sosha Makani   | Interlands van Sosha Makani   | Interlands van Sosha Makani   | Interlands van Sosha Makani   |
| №                             | Datum                         | Wedstrijd                     | Uitslag                       | Soort wedstrijd               | Doelpunten                    |                               |
| Als speler bij Naft Tehran FC | Als speler bij Naft Tehran FC | Als speler bij Naft Tehran FC | Als speler bij Naft Tehran FC | Als speler bij Naft Tehran FC | Als speler bij Naft Tehran FC | Als speler bij Naft Tehran FC |
| ----------------------------- | ----------------------------- | ----------------------------- | ----------------------------- | ----------------------------- | ----------------------------- | ----------------------------- |
| 1.                            | 14 november 2012              | Iran – Tadzjikistan           | 6 – 1                         | Vriendschappelijk             | 0                             |                               |
| 2.                            | 9 december 2012               | Iran – Saoedi-Arabië          | 0 – 0                         | WAFF Championship             | 0                             |                               |

## Statistieken
| Seizoen | Club        |               | Competitie      | Competitie | Competitie | Beker | Beker | Internationaal | Internationaal | Totaal | Totaal |
| Seizoen | Club        | Wed.          | Competitie      | Dlp.       | Wed.       | Dlp.  | Wed.  | Dlp.           | Wed.           | Dlp.   |        |
| ------- | ----------- | ------------- | --------------- | ---------- | ---------- | ----- | ----- | -------------- | -------------- | ------ | ------ |
| 2006/07 | Fajr Sepasi | Vlag van Iran | Iran Pro League | 18         | 0          | 0     | 0     | 0              | 0              | 18     | 0      |
| 2007/08 | Fajr Sepasi | Vlag van Iran | Iran Pro League | 24         | 1          | 0     | 0     | 0              | 0              | 24     | 1      |
| 2008/09 | PAS Hamedan | Vlag van Iran | Iran Pro League | 15         | 0          | 4     | 0     | 0              | 0              | 19     | 0      |
| 2009/10 | PAS Hamedan | Vlag van Iran | Iran Pro League | 29         | 0          | 0     | 0     | 0              | 0              | 29     | 0      |
| 2010/11 | Steel Azin  | Vlag van Iran | Iran Pro League | 10         | 0          | 0     | 0     | 0              | 0              | 10     | 0      |
| 2011/12 | Naft Tehran | Vlag van Iran | Iran Pro League | 32         | 0          | 0     | 0     | 0              | 0              | 32     | 0      |
| 2012/13 | Naft Tehran | Vlag van Iran | Iran Pro League | 18         | 0          | 0     | 0     | 0              | 0              | 17     | 0      |
| 2013/14 | Naft Tehran | Vlag van Iran | Iran Pro League | 7          | 0          | 0     | 0     | 0              | 0              | 7      | 0      |